# Szukając sprawiedliwości
Szukając sprawiedliwości (ang. Out for Justice) – amerykański film sensacyjny z 1991 roku w reżyserii Johna Flynna. Wyprodukowany przez Warner Bros.

## Opis fabuły
W Brooklynie – dzielnicy, w której dorastał oficer policji Gino Felino (Steven Seagal) – rządzi gangster Richie Madano (William Forsythe). Stróż prawa próbuje walczyć z nim legalnymi metodami. Gdy jednak ginie jego przyjaciel, wypowiada mafii prywatną wojnę.

## Obsada
- Steven Seagal jako Gino Felino
- William Forsythe jako Richie Madano
- Anthony DeSando jako Vinnie Madano
- Jerry Orbach jako kapitan Ronnie Donziger
- Jo Champa jako Vicky Felino
- Shareen Mitchell jako Laurie Lupo
- Ronald Maccone jako Don Vittorio
- Sal Richards jako Frankie
- Gina Gershon jako Pattie Madano
- Jay Acovone jako Bobby Arms
- Nick Corello jako Joey Dogs
- Robert LaSardo jako Bochi

i inni.